# Le Colosse de Rhodes (Dalí)
Pour les articles homonymes, voir Colosse de Rhodes (homonymie).
Le Colosse de Rhodes (en espagnol : El Coloso de Rodas) est une peinture à l'huile de 1954 réalisée par l'artiste surréaliste Salvador Dalí.
Le tableau fait partie d'une série de sept peintures créées pour le film Seven Wonders of the World (en) (1956) de Lowell Thomas, chacune représentant l'une des Merveilles éponymes. Le tableau montre le colosse de Rhodes, la statue du dieu du Soleil Hélios érigée sur l'île de Rhodes et détruite par un séisme. 
Le tableau n'est cependant pas utilisé pour le film. En 1981, il est confié au musée des Beaux-Arts de Berne où il est actuellement conservé.